# マーカス・フィスター

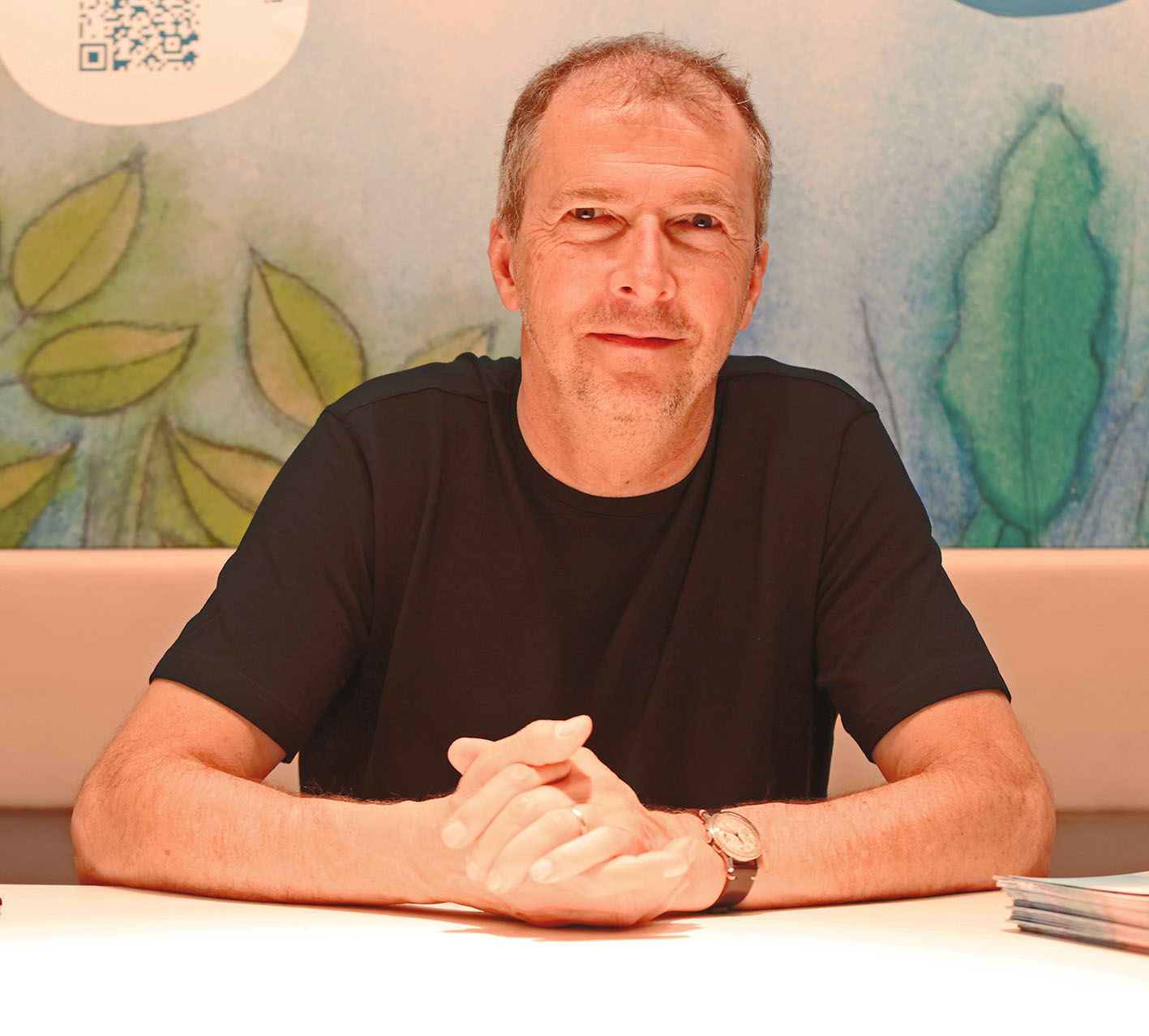
マーカス・フィスター (2022)

マーカス・フィスター（Marcus Pfister　1960年7月30日 - 　）は、スイスの絵本作家。

## 人物・来歴
スイスのベルン生まれ。『にじいろのさかな』で知られる。

## 日本語訳
- 『リトルアウルはきょうもおねぼう』作・絵,唐沢則幸訳 フレーベル館 1986
- 『ちびっこのペンギンピート』作・絵,小沢正訳 フレーベル館 1988
  - 『ペンギンピートのおともだち』作・絵,小沢正 訳 フレーベル館 1988
  - 『パパになったペンギンピート』作・絵,小沢正 訳 フレーベル館 1990
  - 『ペンギンピート』作・絵,遠藤文子 訳 ノルドズッド・ジャパン 2002
  - 『ペンギンピートのともだち』作・絵,遠藤文子 訳 ノルドズッド・ジャパン 2002
  - 『ペンギンピートひみつのぼうけん』林木林 訳 講談社 2017

- 『サンタクロースのお手伝い』カトリーン・ジーゲンターラー 文,中村妙子 訳 新教出版社 1988
- 『羊飼いの四本のろうそく』ゲルダ・マリー・シャイドル 文,中村妙子 訳 新教出版社 1988

- 『うさぎのホッパー』作・絵,小沢正 訳 フレーベル館 1992
  - 『はるをさがしに うさぎのホッパー』作・絵,小沢正 訳 フレーベル館 1992
  - 『イースターバニーになりたいな うさぎのホッパー』カトリン・ゼィーゲンターラ,フィスター 作,フィスター 絵,小沢正 訳 フレーベル館 1994
  - 『うさぎのホッパーちかみちにはきをつけて』角野栄子 訳 講談社 1996
  - 『うさぎのホッパーきのうえのぼうけん』角野栄子 訳 講談社 1997

- 『クリスマスのほし』俵万智 訳 講談社 1995 (世界の絵本)
- にじいろのさかな・シリーズ

『にじいろのさかな』谷川俊太郎 訳 講談社 1995 (世界の絵本)
「にじいろのさかなしましまをたすける!』谷川俊太郎 訳 講談社 1997
「にじいろのさかなとおおくじら』谷川俊太郎 訳 講談社 1999
「こわくないよにじいろのさかな』谷川俊太郎 訳 講談社 2002
「にじいろのさかなかずのえほん』作・絵 ノルドズッド・ジャパン 2002
「にじいろのさかなジグソーパズルえほん』作・絵 ノルドズッド・ジャパン 2003
「にじいろのさかないっしょにあそぼう』作・絵 ノルドズッド・ジャパン 2003
「にじいろのさかな だれかなだれかな? ベビーカーにつけるちいさなえほん』講談社 2004 (講談社の「バギーブック」)
「にじいろのさかなの世界 ポストカードブック』講談社 2005 (にじいろのさかなブック)
「にじいろのさかなまいごになる』谷川俊太郎 訳 講談社 2005
「にじいろのさかなとおともだち』講談社 2005 (にじいろのさかなブック)
「にじいろのさかなA・B・C』講談社 2006 (にじいろのさかなブック)
「にじいろのさかな1・2・3』講談社 2006 (にじいろのさかなブック)
「にじいろのさかなうみのそこのぼうけん』谷川俊太郎 訳 講談社 2009
「にじいろのさかなのかくれんぼ ポップアップ絵本』講談社 2009 (にじいろのさかなブック)
「にじいろのさかな0歳の本 みんななかよし』講談社 2010
「にじいろのさかな0歳の本 うみのいきもの』講談社 2010
「ゆっくりおやすみにじいろのさかな』谷川俊太郎 訳 講談社 2012
「にじいろのさかなきらきらシールえほん』講談社 2014
「にじいろのさかなきらきらおふろえほん さがしてあそぼう!うみのともだち』講談社 2014 (にじいろのさかなブック)
「にじいろのさかなめいろえほん』講談社 2017 (げんきの絵本)
「まけるのもだいじだよにじいろのさかな』谷川俊太郎 訳 講談社 2017
「にじいろのさかなえいごえほん いろ・かず・なまえ』講談社 2018 (にじいろのさかなブック)
「にじいろのさかな きらきらおはなしシールブック』講談社 2020
「にじいろのさかな おふろポスターつきプレゼントボックス』谷川俊太郎 訳 講談社 2020
- 『こっちをむいてよ、ピート!』高橋源一郎 訳 講談社 1995
- 『きらきらきょうりゅう』谷川俊太郎 訳 講談社 1996
- 『ピートとうさんとティムぼうや』高橋源一郎 訳 講談社 1996

- 『ミロとまほうのいし』谷川俊太郎 訳 講談社 1998
- 『ミロとしましまねずみ』谷川俊太郎 訳 講談社 2001

- 『はやくおきてよサンタさん』那須田淳 訳 講談社 1998
- 『レオはおうさま』那須田淳 訳 講談社 1999
- 『たんじょうびはいつも』斉藤洋 訳 講談社 2000
- 『しあわせミシュカ』斉藤洋 訳 講談社 2000
- 『チャーリーのどうぶつえん きみだあれ?』那須田淳 訳 講談社 2008
- 『ぼくのともだちおうちおばけ マーカス・フィスターのポップアップえほん』作・絵,きのしたあやの 訳 講談社 2008

- 『もっとおおきくなったらね! パパとニルス』那須田淳 訳 講談社 2010 
  - 『おやすみなさいのそのまえに パパとニルス』那須田淳 訳 講談社 2010
- 『ちいさなつきがらす』谷川俊太郎 訳 講談社 2010
- 『おしえておしえて』谷川俊太郎 訳 講談社 2012
- 『いろとりどり』谷川俊太郎 訳 講談社 2015
- 『ねぼすけふくろうちゃん』林木林 訳 講談社 2017